# Андрей Свислоцкий
«Андре́й Свисло́цкий» — мультфильм для взрослых, который создал режиссёр Игорь Ковалёв на студии «Пилот». Премьера состоялась в 1991 году.

## Сюжет
Фильм, рассказанный в нелинейном стиле потока сознания, изображает лживые отношения между хозяином и двумя его слугами. Действия и поведение хозяина очень загадочны и скрытны, что заставляет его слугу с подозрением относиться к его местонахождению. Видно, как Хозяин делает такие вещи, как пишет письмо в тайне своего кабинета, собирает яйца со скалы, и даже подразумевается, что у него был роман со служанкой. Однажды потрясённый слуга обнаруживает Хозяина в сарае, кормящего собранные им яйца огромному кабану, к большому стыду Хозяина. Некоторое время спустя показано, как Хозяин отправляет свинью на волю, что, возможно, является формой примирения со слугой-мужчиной (который, как предполагается, влюблен в своего хозяина). Поскольку его психическое здоровье ухудшается, Хозяин сбрасывает одежду и прыгает с края скалы, предположительно насмерть. Через некоторое время после этих событий видно, как двое слуг присматривают за теперь уже пустой спальней Хозяина и, похоже, расходятся. Однако слуга тайно следует за женщиной и в ужасе наблюдает, как она идет к тому же утёсу, на котором Хозяин покончил жизнь самоубийством. Что происходит дальше, неясно, и фильм заканчивается следующим эпилогом:
«Всё это случилось в 30 км от города Киева в посёлке Буча.
Я был единственным свидетелем этой истории. — Андрей Свислоцкий».

## Сохранность
Андрей Свислоцкий сохранился в Архиве фильмов Академии в 2007 году.

## Премии
- 1991 — международный кинофестиваль в Кракове — приз «за лучший экспериментальный фильм»[2].
- 1992 — международный кинофестиваль короткометражных фильмов в Оберхаузене — приз «за лучший экспериментальный фильм» в разделе анимационного кино[2].

## Критика
По мнению Натальи Лукиных, мультфильм Игоря Ковалёва «Андрей Свислоцкий» оказался ещё более изощрённым и вычурным в драматургии и изображении по сравнению с его же работой «Его жена курица». Лукиных утверждает, что в ленте «Андрей Свислоцкий» режиссёр Ковалёв настаивал на таинственной многозначительности самых бессмысленных пластических нюансов и самых ничтожных пейзажных деталей. Лукиных считает, что «Андрей Свислоцкий» является историей об одиночестве, потаённых страстях, непонимании и любви, в которой активными действующими лицами являлись и беспрерывный гул агрегата, мимо которого ходил главный герой, и капризные складки на взлетающей простыне. Лукиных полагает, что именно «Андрей Свислоцкий» и «Его жена курица» стали теми работами, которые сделали Игорю Ковалёву культовое имя.
По словам Фёдора Хитрука, ему очень нравятся все фильмы Игоря Ковалёва, особенно те, которые он делал в одиночку, несмотря на то, что, например, «Андрей Свислоцкий» ещё менее понятен, чем «Его жена курица». По мнению Хитрука, в ленте «Андрей Свислоцкий» главный герой очень узнаваем и близок, но ведёт какую-то странную жизнь, приводящую его к самоубийству. Хитрук считает, что персонажи фильма (главный герой и ухаживающие за ним помощник и адъютант) действуют в условной системе обязательности, все их действия являются обязательными в этой знаковой системе, но и окружающий мир отвечает в той же системе. Хитрук утверждает, что между персонажами и предметами существует незримая связь, взаимное понимание, приводящее к тому, что, например, когда главный герой протягивает руку к ящику стола, тот сам выдвигается навстречу. По утверждению Хитрука, подобное ему более нигде не встречалось, хотя изобразительно фильмы Ковалёва напоминают Хитруку стилистику эстонского художника и режиссёра Прийта Пярна.